# Diglyphosema conjugens
Diglyphosema conjugens är en stekelart som beskrevs av Jean-Jacques Kieffer 1904. Diglyphosema conjugens ingår i släktet Diglyphosema, och familjen glattsteklar. Arten är reproducerande i Sverige.